# Le Canadien
Le Canadien – francuskojęzyczna gazeta wydawana w Quebecu od 1806 do 1810 roku. Jej założycielem był Pierre-Stanislas Bédard.